# Pusztaradvány
Pusztaradvány – wieś i gmina w północno-wschodniej części Węgier, w pobliżu miasta Encs.
Miejscowość leży na obszarze Średniogórza Północnowęgierskiego. Administracyjnie gmina należy do powiatu Encs, wchodzącego w skład komitatu Borsod-Abaúj-Zemplén i jest jedną z jego 36 gmin.